# 코레즈주의 캉통
프랑스 코레즈주에는 총 19개의 캉통이 속해 있다. 2015년 3월 행정구역 총개편으로 인해 현재는 다음과 같이 설치되어 있다.
- 알라사크
- 아르장타
- 브리브라게야르드 1
- 브리브라게야르드 2
- 브리브라게야르드 3
- 브리브라게야르드 4
- 엘레통
- 오트도르도뉴
- 말모르쉬르코레즈
- 미디코레지앙
- 나브
- 플라토드밀바슈
- 생팡탈레옹드라르슈
- 생트포르튀나드
- 세일라크모네디에르
- 튈
- 위셀
- 위제르슈
- 리상도네